# Robert Cialdini
Robert Cialdini, ameriški psiholog, * 27. april 1945, Milwaukee, Wisconsin, ZDA.